# Farid Makari
Farid Nabil Makari (ur. w 1947, zm. 17 sierpnia 2022) – prawosławny polityk libański, inżynier, były minister informacji w rządzie Rafika al-Haririego, deputowany reprezentujący okręg Al-Kura. Od 2005 r. był wiceprzewodniczącym libańskiego parlamentu. Należy do klubu parlamentarnego Strumienia Przyszłości, wchodzącego w skład Sojuszu 14 Marca.